# Кручиніно
Кручи́ніно (рос. Кручинино, башк. Кручинин) — присілок у складі Уфимського району Башкортостану, Росія. Входить до складу Ніколаєвської сільської ради.
Населення — 10 осіб (2010; 13 у 2002).
Національний склад:
- росіяни — 92 %